# Franko Jelovčić
Franko Jelovčić (Sebenico, 6 luglio 1991) è un giocatore di calcio a 5 croato.

## Carriera
Figlio d'arte (il padre Robertino è considerato uno dei migliori talenti che il calcio a 5 croato abbia mai espresso), ha debuttato con la nazionale croata il 18 novembre 2011 nell'amichevole vinta per 3-2 contro la Libia. Il 27 febbraio 2013 realizza la sua prima rete in nazionale, siglando la quinta rete delle sette reti con cui la nazionale adriatica supera la Svezia durante le qualificazioni al campionato europeo. Con la Croazia ha partecipato agli Europei del 2012, del 2014 (venendo inserito nella formazione ideale del torneo stilata dal Gruppo Tecnico della UEFA) e del 2016.